# Monochromatische Welle
Eine monochromatische Welle (Wortherkunft von monochromatischem Licht, d. h. mit einer einzigen Frequenz) ist eine Welle, deren Auslenkung an einer festen Stelle eines Inertialsystems beschrieben werden kann durch die Funktion
{\displaystyle V(t)=A\cdot \cos(\omega t-\phi )}
mit
- A die Amplitude
- t die Zeit
- ω die Kreisfrequenz
- Φ die Anfangsphase.

Bei transversalen Wellen hat man für jede Polarisationskomponente eine solche Funktion mit übereinstimmender Kreisfrequenz.

## Komplexe Schreibweise
In der Optik und Elektrotechnik werden Wellen oft in der komplexen Schreibweise dargestellt:
{\displaystyle V(t)=\Re ({\underline {V}}(t))}
Dabei wird die Auslenkung {\displaystyle V(t)} aufgefasst als Realteil {\displaystyle \Re } des zugehörigen analytischen Signals {\displaystyle {\underline {V}}(t).} Dieses ist eine komplexe Zahl, die für t von 0 bis {\displaystyle {\frac {2\pi }{\omega }}} einen Kreis um den Ursprung des Koordinatensystems mit Radius A beschreibt:
{\displaystyle {\underline {V}}(t)\equiv A\cdot e^{-i(\omega t-\phi )}}
mit
- der Eulerschen Zahl {\displaystyle e}
- der imaginären Einheit {\displaystyle i.}